# Fritz Marquardt
Fritz Marquardt (ur. 15 lipca 1928 w Groß Friedrich, zm. 4 marca 2014 w Pasewalk) – niemiecki aktor filmowy.

## Filmografia
Seriale TV
- 1971: Telefon 110 jako Richard Pauli

Filmy
- 1968: Na tropie sokoła
- 1973: Das zweite Leben des Friedrich Wilhelm Georg Platow jako Platow
- 1980: Nowy Don Juan jako Kolejarz
- 1980: Schwarzes Gold jako Joseph Machulla
- 1980: Alle meine Mädchen jako Pachnin
- 1982: Długa jazda do szkoły jako Woźnica
- 1987: Wojenne dzieciństwo jako Nardin
- 1988: Der Passagier – Welcome to Germany jako Pan Tenzer
- 1990: Abschiedsdisko
- 2009: Whisky z wódką jako Ojciec Otto Kullberga
- 2010: Henryk IV. Król Nawarry jako Nostradanus